# Lijst van burgemeesters van Millingen aan de Rijn
Dit is een lijst van burgemeesters van de Nederlandse gemeente Millingen aan de Rijn in de provincie Gelderland.
In 1954 werd de toenmalige gemeente Millingen hernoemd tot Millingen aan de Rijn. Millingen aan de Rijn ging in 2015 op in de gemeente Groesbeek, thans Berg en Dal.
| Ambtsperiode | Naam burgemeester            | Partij of stroming | Bijzonderheden                                                 |
| ------------ | ---------------------------- | ------------------ | -------------------------------------------------------------- |
| 1810 - 1818  | Henricus Arntz               |                    |                                                                |
| 1818 - 1841  | Johannes Reijmers            |                    | overleden 06 oktober 1841 te Millingen                         |
| 1841 - 1852  | Theodorus Terwindt           |                    |                                                                |
| 1852 - 1891  | Rijnirus Hendrikus Reijmers  |                    | overl. 09 mei 1891 te Millingen; zoon van Johannes Reijmers    |
| 1891 - 1932  | Carolus Gerardus Reijmers    |                    | zoon van Rijnirus Hendrikus Reijmers                           |
| 1932 - 1944  | Antonius Johannes Eijckelhof |                    | overl. 29 mei 1944 te Millingen                                |
| 1944 - 1945  | Julius Arntz                 |                    | waarnemend, was wethouder. Tot evacuatie gemeente in mei 1945. |
| 1945 - 1946  | Prosper Sassen               |                    | waarnemend, tevens burgemeester van Ubbergen                   |
| 1946 - 1967  | Wim Hermsen                  | KVP                |                                                                |
| 1968 - 1979  | Embère van Gils              | KVP / CDA          |                                                                |
| 1980 - 1989  | Fons Lichtenberg             | CDA                |                                                                |
| 1989 - 1997  | Thea de Roos-van Rooden      | PvdA               |                                                                |
| 1998 - 2003  | Ber Lukkassen                | PvdA               |                                                                |
| 2003 - 2004  | Joop Tettero                 | CDA                | waarnemend                                                     |
| 2004 - 2009  | Annemieke Vermeulen          | VVD                |                                                                |
| 2009 - 2010  | Gerd Prick                   | PvdA               | waarnemend                                                     |
| 2010 - 2013  | Marianne Schuurmans-Wijdeven | VVD                |                                                                |
| 2013 - 2015  | Harry Keereweer              | PvdA               | waarnemend                                                     |